# Собор Сальвадору
12°58′22″ пд. ш. 38°30′37″ зх. д. / 12.972833333333° пд. ш. 38.510333333333° зх. д.
Кафедральна базиліка Сальвадора (Catedral Basílica de Salvador ), офіційно присвячена Преображенню Христового і названа Базилікою Преображення Господнього, є резиденцією архієпископа міста Сальвадору, штат Баїя, в Бразилії. Архієпископ Сальвадору також за посадою є Примасом Бразилії. Споруда була побудована Товариством Ісуса як частина великого єзуїтського монастирсько-просвітницького комплексу. Нинішня церква збудована на цьому місці, освячена в 1654 році. Після вигнання єзуїтів з Бразилії в 1759 році школа і церква були передані архієпископству Баїя. Архієпископ Аугусто Альваро да Сілва наказав знести існуючий собор Сальвадора в 1933 році, щоб побудувати трамвайну лінію, і підняв існуючу єзуїтську споруду до статусу базиліки.
Собор вважається одним з найкращих зразків маньєризму в Португальській імперії і нагадує єзуїтську церкву Коїмбри. У фасаді та інших елементах споруди використаний камінь Ліоз з Португалії. Інтер’єр собору має великий неф, вишукані бічні вівтарі в стилі бароко, ризницю, бібліотеку та оссуарій.
Кафедральна базиліка Сальвадора виходить на широку площу Террейро де Ісус; з півдня його оточує широка площа Праса-да-Се, а ззаду відкривається вид на затоку Всіх Святих. Це центральний центр історичного центру Сальвадору, об'єкта Всесвітньої спадщини ЮНЕСКО.

## Історія

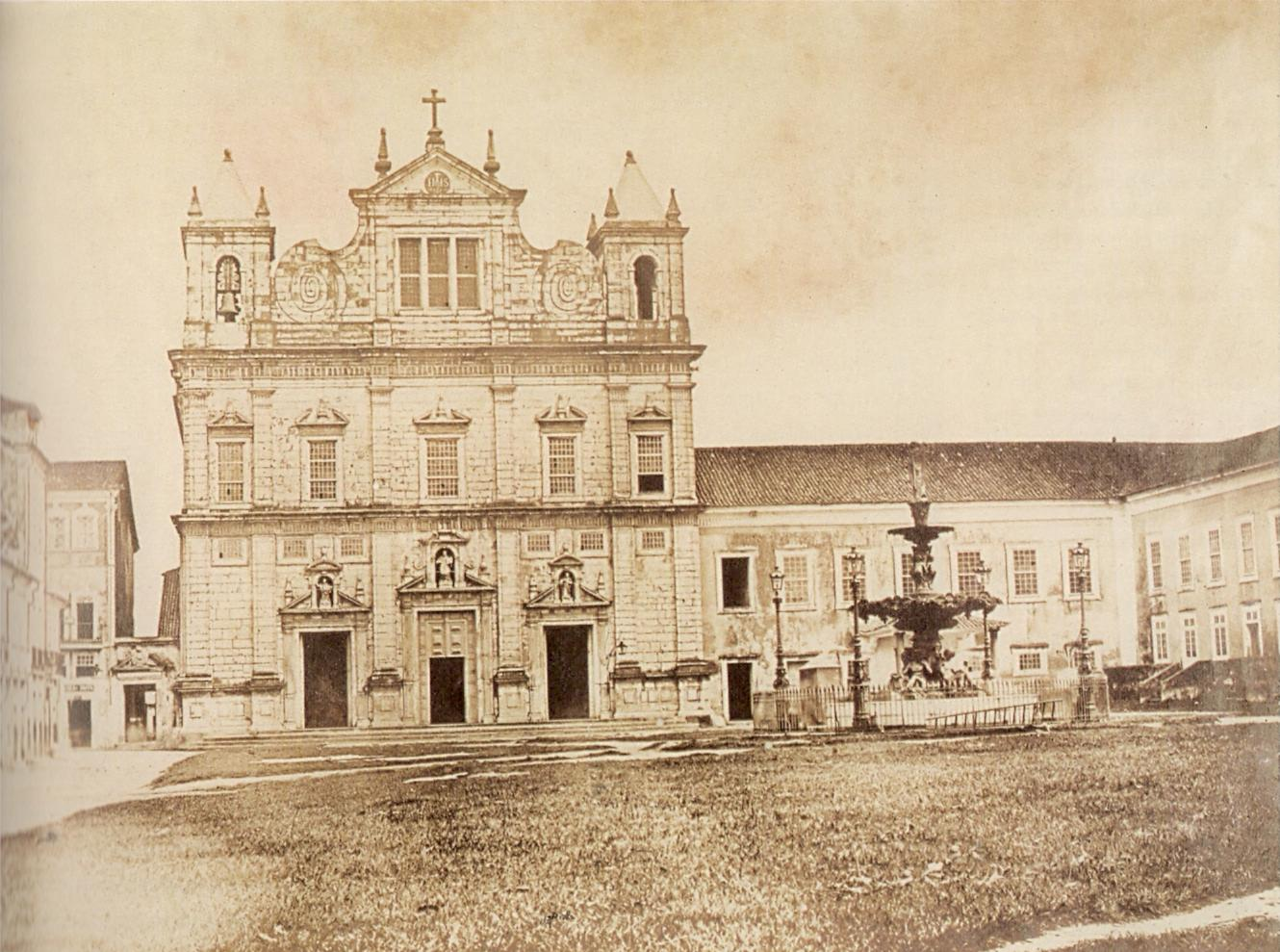
Вид на собор 1858 року

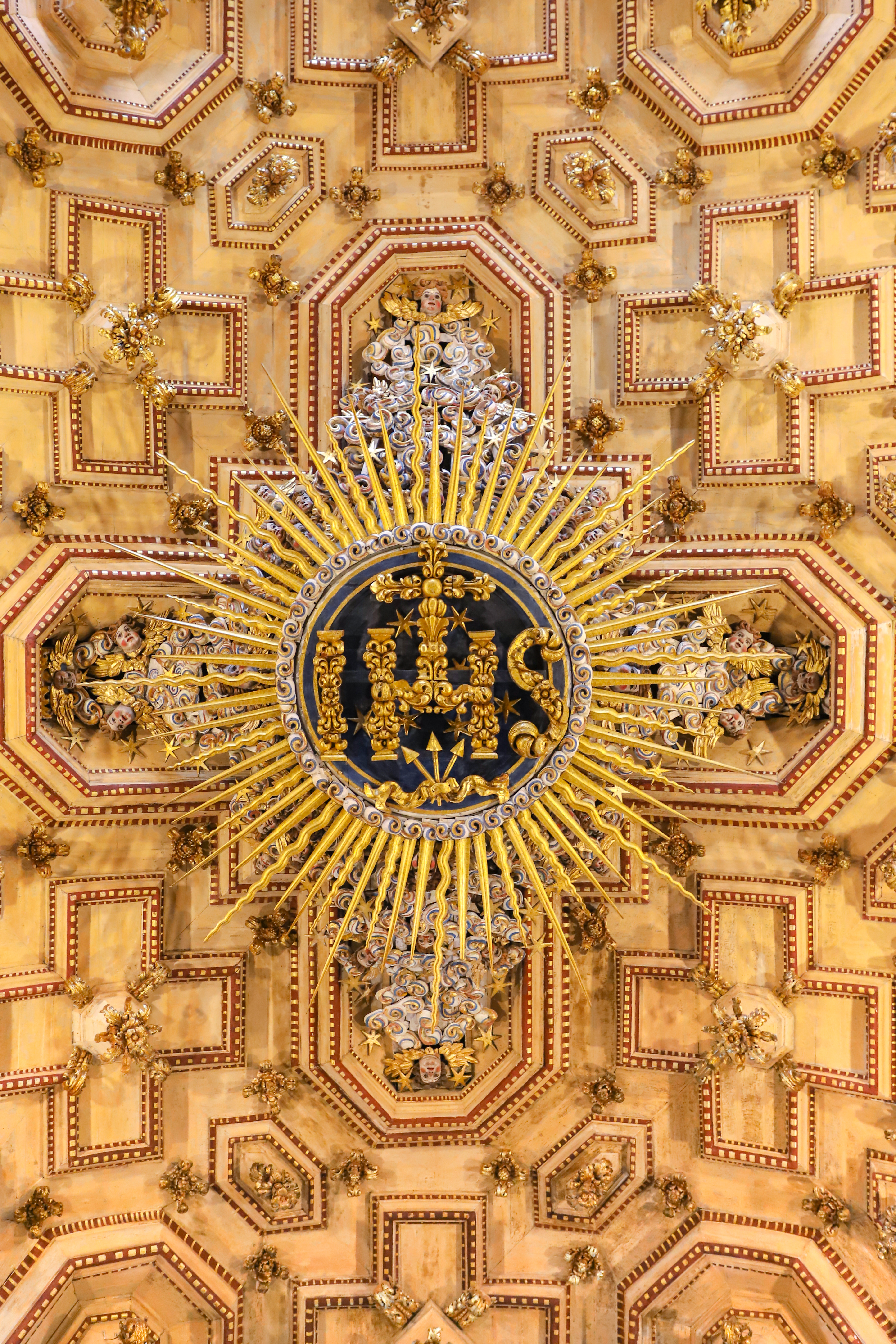
Бочкова склепінчаста стеля з емблемою єзуїтів у центрі

Єзуїти прибули до міста в 1549 році і запланували створення єзуїтського коледжу під керівництвом отця Мануеля да Нобреги (1517-1570). Єпархія Сан-Сальвадор-да-Баїа-де-Тодос-ос-Сантос, перша в португальській колонії Бразилії, була створена в 1551 році, лише через два роки після заснування Сальвадору португальським дворянином Томе де Соузою. Перший єпископ, Перо Фернандес Сардінья, прибув у 1552 році, а єзуїтський коледж був заснований у 1564 році. Colégio de Jesus (Школа Ісуса) була завершена в 1585 році завдяки фінансовій підтримці першого генерал-губернатора Баії Мем де Са. Окремо, приблизно в цей час у центрі Сальвадору був побудований собор. На місці сучасного собору було зведено три єзуїтські будівлі, остаточно зруйновані під час голландської окупації Бразилії.

### Голландська окупація
Голландці після свого в’їзду в Сальвадор у 1624 році позбавили інтер’єр єзуїтського коледжу його срібних виробів та реліквій, які, як повідомляється, використовував святий Франциск Ксаверій. Голландці використовували каплицю єзуїтів як склад для зберігання конфіскованих у міста бочок вина. Сальвадор був знову окупований португальцями в 1625 році, але церква разом з більшістю будівель міста була сильно пошкоджена і залишалася в облозі голландців до 1654 року.

### Реконструкція єзуїтського комплексу
Єзуїти зібралися, щоб побудувати четверту церкву, нинішню споруду, у 1654 році. Наріжний камінь нинішньої споруди був закладений у 1657 році на урочистій церемонії та месі. У ньому взяли участь генерал-губернатор Херонімо де Атаїде, Конде де Атугіа (1610-1665) та численні урядові та військові діячі. Месу відслужив отець Сімао де Васконселос . Будівля була завершена в 1672 році. Її фронтиспис датується 1679 роком, а її шпилі були завершені в 1694 році. Образи святого Ігнатія, святого Франциска Ксаверія та святого Франциска Борха були розміщені на фронтисписі в 1746 році. Житло для трьох релігійних громад: батька, Есколастики та Братства; менша каплиця; трапезна і кухня; новіціат; і невелику школу було завершено незабаром після відкриття церкви. Релігійна громада налічувала близько 150 осіб, про що свідчить місце розташування домашньої каплиці. Новіціат був перенесений в Нижнє місто в 1728 році в нинішній Каса Піа і Коледж сиріт Святого Йоакима.

### Вигнання єзуїтів
Орден єзуїтів був вигнаний з Бразилії Королівським листом від 28 серпня 1759 року. Коледж був взятий в облогу солдатами, а всі його мешканці, включаючи священиків, студентів і братів, були затримані 26 грудня 1759 року. Це був один із останніх актів губернатора Маркоса де Норонья перед приходом нового губернатора Португалії Антоніу де Алмейда Соареша. 7 січня 1760 року Соареш перемістив усю громаду єзуїтів у домашню каплицю коледжу та запечатав двері та вікна. Членів громади, тепер ув'язнених, озброєні солдати відвезли до Новіціату Джікітайя в нижньому місті; інші війська охороняли маршрут, щоб відвернути спостерігачів. Громада проіснувала до 18 квітня 1760 року, коли вони сіли на два човни. Єзуїтів забирали або в підземелля в Лісабоні, або розганяли на папські території в Італії. Їхня церква була передана архієпископству в 1765 році під керівництвом Мануеля де Санта-Інеса.

### 20 століття
Залишки школи єзуїтів, на північ від нинішньої споруди, згоріли в 1905 році. Костел став єдиним залишком єзуїтського комплексу. Єзуїтську школу замінили медичною школою Баїї, і був побудований коридор для з'єднання школи з церквою. Старий собор Сальвадора, побудований наприкінці 16 століття, був знесений в 1933 році за архієпископа Аугусто Альваро да Сілви (1876-1968), щоб побудувати трамвайний маршрут у Сальвадорі. Колишній костел єзуїтів став кафедральним собором міста.

## Місцезнаходження
Кафедральна базиліка Сальвадору розташована на краю обриву історичного центру Сальвадору. Його фасад виходить на захід, а двері церкви відкриваються на широку площу Террейро-де-Хесус. Собор дивиться прямо на костел Святого Домініка на протилежному кінці площі; медична школа Баїї та церква Святого Петра від священнослужителів на північ від площі; і собрадо 19-го століття на півдні площі. Задня частина церкви виходить на затоку Всіх Святих і нижнє місто. Собор з'єднаний з Медичною школою Баїї коридором. Медична школа датується початком 20 століття і замінила згорілу школу єзуїтів, яка колись була частиною церковного комплексу. Південний фасад собору був з'єднаний зі Старим собором Сальвадору до його знесення в 1933 році. Площа Praça da Sé, широка площа, була побудована після знесення собору, а південний фасад соборної базиліки Сальвадора, затьмареної багато століть, виходить на площу.

## Мистецтво та архітектура

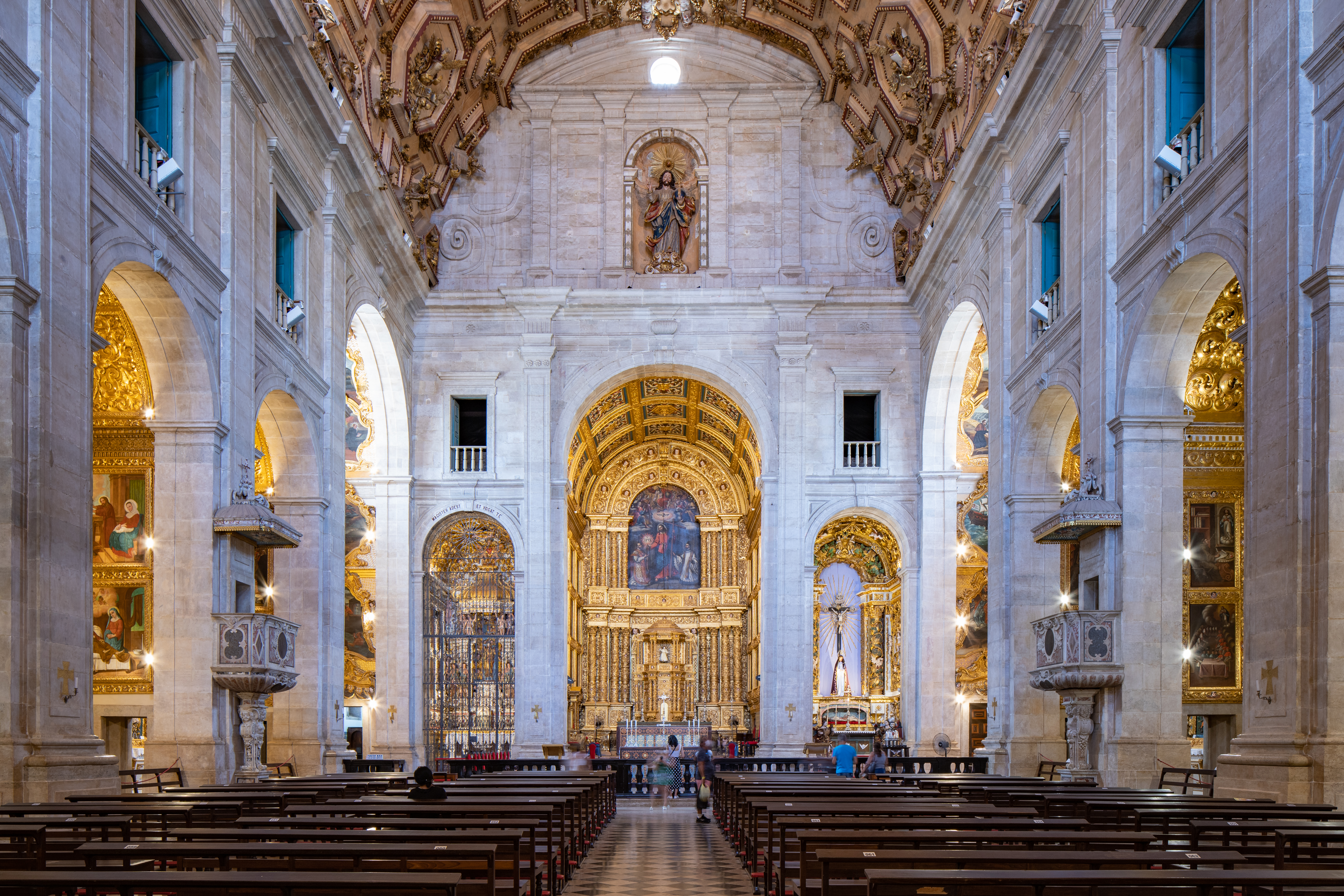
Вигляд на наву та алтар

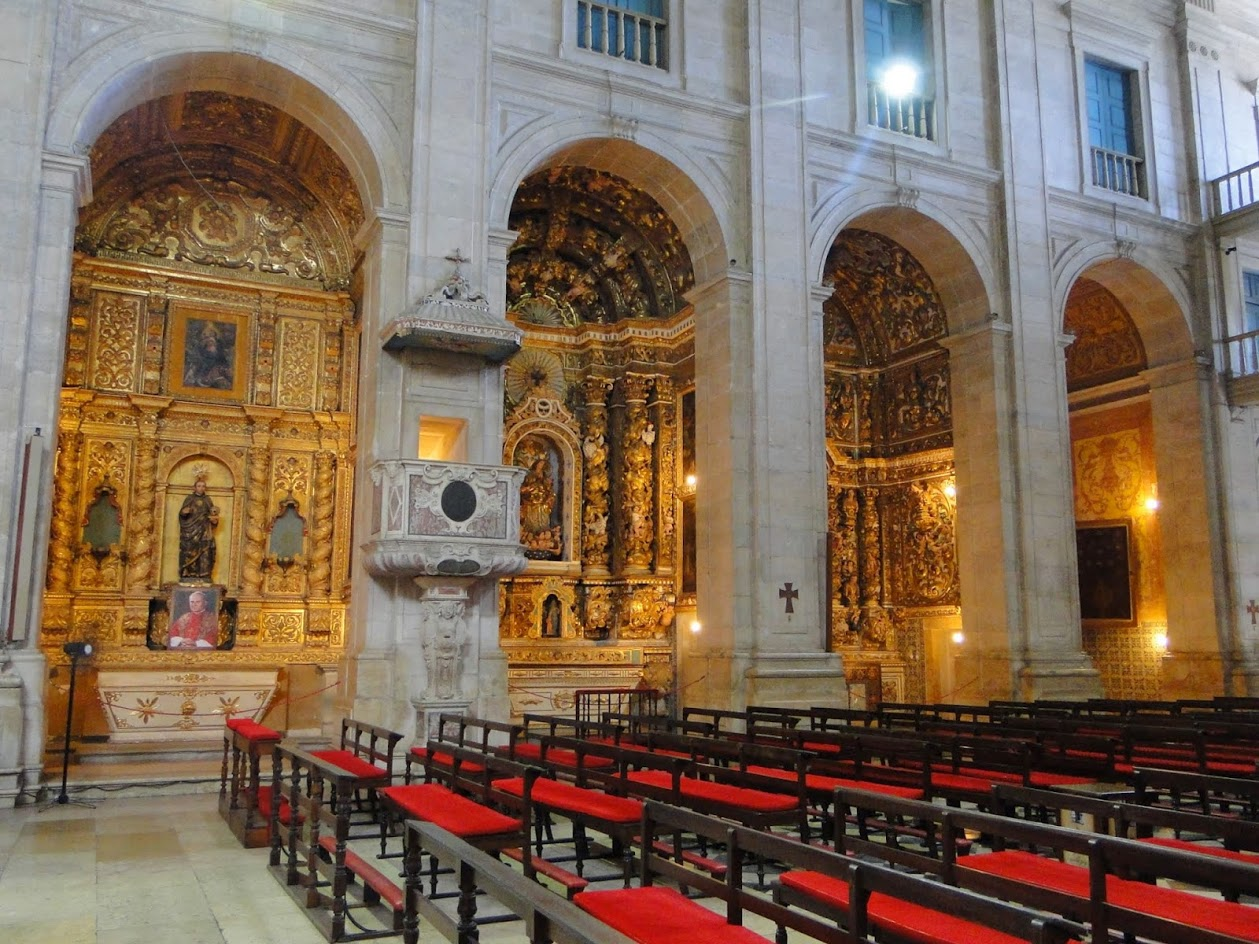
Бічні каплиці в соборній базиліці Сальвадора

### Фасад
Єзуїти побудували нинішню церкву в стилі маньєризму, модному тоді в Португалії. Фасад дуже схожий на сучасні португальські церкви, такі як єзуїтська церква Коїмбри. Фасад виконаний зі світлого каменю Ліоз, привезеного з Португалії, що також можна знайти в Базиліці Непорочного Зачаття в нижньому місті Сальвадору. Фасад фланкують дві короткі дзвіниці. Він має три портали зі статуями святих єзуїтів Ігнатія Лойоли, Франциска Ксаверія та Франциска Борджіа. Фронтон верхнього поверху фасаду фланкований типовими маньєристськими волютами.

### Інтер'єр
Всередині собор являє собою однонефну церкву прямокутної форми, без трансепта і з дуже неглибокою головною каплицею. Інтер’єр церкви, як і фронтиспис, облицьований португальським каменем ліоз. Бічні стіни церкви мають ряд бічних каплиць, прикрашених вівтарними образами. Ця схема планування заснована на церкві Сан-Роке в Лісабоні, єзуїтській церкві португальської столиці, побудованій століттям раніше. Нава церкви має глибокий центральний вівтар, дві бічні каплиці, дві каплиці на трансепті та три каплиці з кожного боку нави. Каплиці були побудовані в різний час і відображають численні архітектурні періоди та стилі. 
Каплиці собору пропонують цікаву вітрину вівтарного мистецтва з кінця 16-го до середини 18-го століть, усе прикрашене скульптурами та картинами. Дуже рідко два шістнадцятого століття ренесансні вівтарі, які належали до попередньої церкви єзуїтів і були повторно використані в новій будівлі. Вівтарний образ головної каплиці є прекрасним зразком маньєристського мистецтва 17 століття. В інших каплицях є вівтарні образи в стилі бароко середини 18 століття. Бочковий склепіння, що перекриває наву церкви, оздоблено дерев’яними панелями 18 ст. Масивна емблема в центрі зображує емблему єзуїтів «IHS». Розписи в основі нефа виконані в яскравих кольорах з азійським дизайном. Їх намалював Чарльз Бельвіль (1657-1730), єзуїт, який жив у Макао протягом десяти років до свого прибуття в Баїю.
Єзуїтський костел не мав баптистерію, оскільки він не був парафіяльним. Купіль соборної базиліки була перенесена з колишньої кафедри до її знесення в 1933 році і встановлена в соборній базиліці.
Фасад і план поверху єзуїтської церкви в Сальвадору вплинули на кілька інших колоніальних церков у північно-східній Бразилії, включаючи церкву Сан-Франциско в Сальвадору . Гробниця Мема де Са, першого генерал-губернатора Баїї, розташована під головним вівтарем.

### Ризниця
Ризниця церкви датується 1694 роком і виходить на захід у бік затоки Всіх Святих. Ризницю називають «найвишуканішою в Бразилії».  У 1703 році в щоденнику анонімного автора він був описаний як «стіни, підлога та стеля з дерева джакаранди з чудовими розписами; надзвичайні меблі, шафи та позолочені шафи; з справжньою досконалістю столярних виробів». Нині ризниця має три вівтарі і багато прикрашена меблями в стилі бароко.
Шафа ризниці датується 17 століттям і містить картини життя Ісуса на мідних панелях з вівтарем у центрі. Стіни вкриті португальськими азулежу 17-го століття. Кесонна стеля ризниці має дерев’яні панелі, розписані маньєристськими мотивами та портретами видатних членів ордену єзуїтів.

## Захищений статус
Собор Сальвадору був внесений до списку історичних споруд Національним інститутом історичної та художньої спадщини в 1938 році. Споруда зареєстрована у Книзі історичних праць, напис 77 та Книзі образотворчого мистецтва, пл. 14 Директива датована 25 травня 1938 р.

## Доступ
Собор відкритий для відвідування і його можна відвідати.